# 政府大樓站
政府大樓站（：／ Jeongbu-cheongsa yeok */?）是大田地鐵1號線沿線的一座地下車站，位於韓國大田广域市西區屯山洞，並預計於大田地鐵2號線完工後於此站與1號線交會。

## 車站構造
本站站體為2面2線側式月台的地下車站，設有月台幕門，並有4處出口。

### 月台配置
| 市廳 ↑ |
| \| 上  |
| ↓ 葛馬 |

| 月台 | 路線               | 目的地                         |
| ---- | ------------------ | ------------------------------ |
| 上行 | ●大田都市铁道1号线 | 市廳、中央路、大田、板岩方向   |
| 下行 | ●大田都市铁道1号线 | 葛馬、月坪、儒城溫泉、盤石方向 |

## 歷史
- 2006年3月16日：落成啟用。

## 車站周邊
- 中央政府大田辦公大廈（朝鲜语：정부대전청사）
- 忠淸地方統計廳（朝鲜语：충청지방통계청）
- 大田屯山警察署
- 大田大學乙支校區附設醫院
- 韩国银行大田忠南總部
- KT忠南總營業處
- 金融监督院大田支院
- 西區廳
- 大田地方報勳廳
- 大田地方食品醫藥品安全廳
- 韓國土地住宅公社大田忠南地域總部
- 韓國資產管理公社（朝鲜语：한국자산관리공사）大田忠南地域總部
- 韓國中央儲蓄互助協會（朝鲜语：신용협동조합중앙회）本社
- 三星人壽事業部
- 大田貿易中心
- 韩国产业银行大田分行
- 愛茉莉太平洋大田地域事業部
- E-mart屯山店
- 大田屯山樂天影城
- 大田政府大樓巴士客運站（朝鲜语：대전청사버스정류장）
- 大田市選舉管理委員會
- 大田屯山史前遺址（朝鲜语：대전 둔산 선사유적지）
- 韓國環境公團（朝鲜语：한국환경공단）忠清地域總部
- 大田市韓巴樹木園（朝鲜语：대전광역시한밭수목원）
- 韓國身心障礙者僱傭公團（朝鲜语：한국장애인고용공단）大田地域總部、大田培訓中心

## 相鄰車站
大田廣域市都市鐵道公社
●大田都市铁道1号线
市廳（111）－政府大樓（112）－葛馬（113）